# Pedaria nigra
Pedaria nigra är en skalbaggsart som beskrevs av François Louis Nompar de Caumont de Laporte 1832. Pedaria nigra ingår i släktet Pedaria och familjen bladhorningar. Inga underarter finns listade i Catalogue of Life.